# Coppa Italia Dilettanti 1977-1978
La Coppa Italia Dilettanti 1977-1978 è stata la 12ª edizione di questa competizione calcistica italiana. È stata disputata con la formula dell'eliminazione diretta ed è stata vinta dal Sommacampagna. Il 1º luglio del 1978, allo stadio Appiani di Padova, si trovarono di fronte due squadre venete: il Sommacampagna e il Contarina. I primi, ai quarti e in semifinale, avevano superato al termine di quattro sfide molto incerte due compagini umbre: l’Assisi, eliminato grazie alla rete segnata in trasferta dopo due pareggi (0-0 e 1-1), e il Gubbio ai calci di rigore dopo una vittoria a testa per
1-0. Il Contarina, invece, in quattordici incontri aveva perso solo nella semifinale di andata 2-1 a Roma contro il Casalotti ma si era qualificata all’ultimo atto con un netto 3-0 nel ritorno. Nella finalissima vinse il Sommacampagna grazie a una rete di Benigni dopo 41 minuti di gioco
La competizione era riservata alle migliori squadre militanti nel primo livello regionale. I primi due turni erano disputati a livello regionale, poi si passava a livello interregionale con gare di andata e ritorno. La finale veniva disputata in campo neutro.
L'edizione, come detto sopra, è stata vinta dal Sommacampagna, che superò in finale il Contarina; le altre semifinaliste furono Gubbio e Casalotti.

## Partecipanti
Le 256 partecipanti vengono così ripartite fra i vari comitati regionali:
| Numero squadre | Comitati regionali    | Comitati regionali    | Comitati regionali | Comitati regionali | Comitati regionali | Comitati regionali | Comitati regionali  | Comitati regionali  | Comitati regionali  | Comitati regionali  | Comitati regionali  | Comitati regionali  |
| -------------- | --------------------- | --------------------- | ------------------ | ------------------ | ------------------ | ------------------ | ------------------- | ------------------- | ------------------- | ------------------- | ------------------- | ------------------- |
| 32             | Lombardia             | Lombardia             | Lombardia          | Lombardia          | Lombardia          | Lombardia          | Lombardia           | Lombardia           | Lombardia           | Lombardia           | Lombardia           | Lombardia           |
| 20             | Campania              | Campania              | Campania           | Campania           | Toscana            | Toscana            | Toscana             | Toscana             | Veneto              | Veneto              | Veneto              | Veneto              |
| 18             | Emilia-Romagna        | Emilia-Romagna        | Emilia-Romagna     | Emilia-Romagna     | Emilia-Romagna     | Emilia-Romagna     | Emilia-Romagna      | Emilia-Romagna      | Emilia-Romagna      | Emilia-Romagna      | Emilia-Romagna      | Emilia-Romagna      |
| 14             | Friuli-Venezia Giulia | Friuli-Venezia Giulia | Lazio              | Lazio              | Liguria            | Liguria            | Piemonte            | Piemonte            | Puglia              | Puglia              | Sicilia             | Sicilia             |
| 12             | Abruzzo               | Abruzzo               | Abruzzo            | Calabria           | Calabria           | Calabria           | Marche              | Marche              | Marche              | Sardegna            | Sardegna            | Sardegna            |
| 6              | Umbria                | Umbria                | Umbria             | Umbria             | Umbria             | Umbria             | Umbria              | Umbria              | Umbria              | Umbria              | Umbria              | Umbria              |
| 4              | Basilicata            | Basilicata            | Basilicata         | Basilicata         | Basilicata         | Basilicata         | Trentino-Alto Adige | Trentino-Alto Adige | Trentino-Alto Adige | Trentino-Alto Adige | Trentino-Alto Adige | Trentino-Alto Adige |

## Prima fase

### Veneto
| Squadra 1     | Totale        | Squadra 2     | Andata     | Ritorno    |
| ------------- | ------------- | ------------- | ---------- | ---------- |
| PRIMO TURNO   | PRIMO TURNO   | PRIMO TURNO   | 04.09.1977 | 11.09.1977 |
| Sivam Bagnolo | 1 – 3         | Sommacampagna | 1 – 1      | 0 – 2      |
| Contarina     | 1 – 0         | Tagliolese    | 1 – 0      | 0 – 0      |
| SECONDO TURNO | SECONDO TURNO | SECONDO TURNO | 21.09.1977 | 28.09.1977 |
| Sommacampagna | 3 – 0         | Miranese      | 2 – 0      | 1 – 0      |
| Trissino      | 1 – 3         | Contarina     | 0 – 2      | 1 – 1      |

### Friuli-Venezia Giulia
```
14 squadre
Non ammesse: 
Gradese
, 
Isonzo
, 
Lignano
, 
Sacilese
 e 
Sangiorgina
.
Dalla 
Prima Categoria
: 
Basiliano
 e 
Gemonese
 (dal girone A) e 
Stock
 (dal girone B).
```

| Squadra 1        | Totale          | Squadra 2            | Andata     | Ritorno    |
| ---------------- | --------------- | -------------------- | ---------- | ---------- |
| PRIMO TURNO      | PRIMO TURNO     | PRIMO TURNO          | 04.09.1977 | 11.09.1977 |
| Fontanafredda    | 1 – 2           | Brugnera             | 1 – 1      | 0 – 1      |
| Basiliano        | 2 – 0           | Maniago              | 1 – 0      | 1 – 0      |
| Tarcentina       | 3 – 2           | Gemonese             | 2 – 1      | 1 – 1      |
| Torviscosa       | 1 – 1 (gfc)     | Pro Cervignano       | 0 – 0      | 1 – 1      |
| Palmanova        | 3 – 0           | Medea                | 1 – 0      | 2 – 0      |
| Cormonese        | 1 – 2           | Pro Gorizia          | 0 – 1      | 1 – 1      |
| Stock Trieste    | 1 – 1 (3-4 dtr) | San Giovanni Trieste | 0 – 1      | 1 – 0      |
| SECONDO TURNO    | SECONDO TURNO   | SECONDO TURNO        | 21.09.1977 | 28.09.1977 |
| (VEN) Opitergina | 1 – 3           | Brugnera             | 1 – 1      | 0 – 2      |
| Basiliano        | 1 – 1 (dtr)     | Tarcentina           | 0 – 1      | 1 – 0      |
| Torviscosa       | 1 – 2           | Palmanova            | 0 – 2      | 1 – 0      |
| Pro Gorizia      | 4 – 2           | San Giovanni Trieste | 4 – 1      | 0 – 1      |

### Umbria
```
8 squadre
Non ammesse: 
Bevagna
, 
Grifo Cannara
, 
Gualdo
, 
Julia Spello
, 
Lama
, 
Nocera Umbra
, 
Nuova Tiferno
 e 
Tiberis
.
```

| Squadra 1     | Totale        | Squadra 2        | Andata     | Ritorno    |
| ------------- | ------------- | ---------------- | ---------- | ---------- |
| PRIMO TURNO   | PRIMO TURNO   | PRIMO TURNO      | 27.08.1977 | 04.09.1977 |
| Foligno       | 2 - 3         | Assisi           | 1 - 1      | 1 - 2      |
| Todi          | 2 - 2 (gfc)   | Elettrocarbonium | 1 - 0      | 1 - 2      |
| Gubbio        | 5 - 3         | Tavernelle       | 3 - 1      | 2 - 2      |
| Narnese       | 1 - 2         | Orte Filesi      | 1 - 2      | 0 - 0      |
| SECONDO TURNO | SECONDO TURNO | SECONDO TURNO    | 08.09.1977 | 11.09.1977 |
| Todi          | 1 - 2         | Assisi           | 0 - 2      | 1 - 0      |
| Orte Filesi   | 1 - 1 (gfc)   | Gubbio           | 1 - 1      | 0 - 0      |

### Puglia e Basilicata
| Squadra 1           | Totale        | Squadra 2            | Andata     | Ritorno    |
| ------------------- | ------------- | -------------------- | ---------- | ---------- |
| PRIMO TURNO         | PRIMO TURNO   | PRIMO TURNO          | 27.08.1977 | 04.09.1977 |
| Lucera              | 5 - 3         | Soccer Trani         | 4 - 1      | 1 - 2      |
| Pro Italia Galatina | 1 - 1         | Calimera             | 1 - 0      | 0 - 1      |
| Ginosa              | 4 - 2         | Pro Gioia            | 3 - 0      | 1 - 2      |
| Bitonto             | 2 - 0         | Molfetta             | 1 - 0      | 1 - 0      |
| Grottaglie          | 5 - 1         | Castellaneta         | 2 - 0      | 3 - 1      |
| Castellana          | 3 - 2         | Valentino Mazzola    | 1 - 2      | 2 - 0      |
| Manduria            | 2 - 2         | San Pietro Vernotico | 2 - 2      | 0 - 0      |
| LI Potenza          | 1 - 1         | Tolve                | 0 - 0      | 1 - 1      |
| Pisticci            | 1 - 1         | Pro Matera           | 0 - 1      | 1 - 0      |
| SECONDO TURNO       | SECONDO TURNO | SECONDO TURNO        | 08.09.1977 | 11.09.1977 |
| Lucera              | 2 - 1         | Ercolanese           | 2 - 0      | 0 - 1      |
| Ginosa              | 0 - 2         | Castellana           | 0 - 0      | 0 - 2      |
| Grottaglie          | 1 - 2         | Bitonto              | 0 - 1      | 1 - 1      |
| Pro Italia Galatina | 4 - 2         | San Pietro Vernotico | 4 - 1      | 0 - 1      |

## 32esimi di finale
| Squadra 1           | Totale      | Squadra 2                 | Andata     | Ritorno    |
| ------------------- | ----------- | ------------------------- | ---------- | ---------- |
| TERZO TURNO         | TERZO TURNO | TERZO TURNO               | 01.11.1977 | 08.12.1977 |
| (VEN) Sommacampagna | 2 – 1       | Soresinese (LOM)          | 2 – 0      | 0 – 1      |
| (FVG) Brugnera      | 1 – 6       | Pievigina (VEN)           | 1 – 2      | 0 – 4      |
| (VEN) Malo          | 7 – 1       | Basiliano (FVG)           | 4 – 1      | 3 – 0      |
| (FVG) Palmanova     | 2 – 4       | Contarina (VEN)           | 1 – 3      | 1 – 1      |
| (VEN) Lendinarese   | 4 – 3       | Pro Gorizia (FVG)         | 3 – 1      | 1 – 2      |
| (UMB) Assisi        | ?           | Jesi (MAR)                | 2 - 2      | ?          |
| (UMB) Gubbio        | ?           | Montemarciano (MAR)       | ?          | ?          |
| (CAL) Rossanese     | 0 – 2       | Pro Italia Galatina (PUG) | 0 – 1      | 0 – 1      |
| (LAZ) Colleferro    | 0 – 1       | Lucera (PUG)              | 0 – 0      | 0 – 1      |
| (PUG) Castellana    | 2 – 3       | Sangiuseppese (CAM)       | 2 – 1      | 0 – 2      |
| (PUG) Bitonto       | 1 – 1       | Afragolese (CAM)          | 1 – 0      | 0 – 1      |

## 16esimi di finale
| Squadra 1                 | Totale       | Squadra 2           | Andata     | Ritorno    |
| ------------------------- | ------------ | ------------------- | ---------- | ---------- |
| QUARTO TURNO              | QUARTO TURNO | QUARTO TURNO        | 15.01.1978 | 29.01.1978 |
| (TOS) Fucecchio           | 1 – 2        | Sommacampagna (VEN) | 0 – 1      | 1 – 1      |
| (E.R) Copparese           | 0 – 2        | Contarina (VEN)     | 0 – 0      | 0 – 2      |
| (LAZ) Ladispoli           | 0 - 1        | Gubbio (UMB)        | 0 - 0      | 0 - 1      |
| (LAZ) Forano Gavignano    | 2 - 5        | Assisi (UMB)        | 2 - 5      | 0 - 0      |
| (PUG) Lucera              | 2 – 2        | Silvi Marina (ABR)  | 2 – 1      | 0 – 1      |
| (LAZ) Sora                | 1 – 1        | Bitonto (PUG)       | 1 – 1      | 0 – 0      |
| (PUG) Pro Italia Galatina | 0 - 3        | Arzanese (CAM)      | 0 - 0      | 0 - 3      |

## Ottavi di finale
| Squadra 1           | Totale          | Squadra 2       | Andata     | Ritorno    |
| ------------------- | --------------- | --------------- | ---------- | ---------- |
| QUINTO TURNO        | QUINTO TURNO    | QUINTO TURNO    | 09.04.1978 | 25.04.1978 |
| (VEN) Sommacampagna | 3 – 1           | Vogherese (LOM) | 2 – 1      | 1 – 0      |
| (VEN) Contarina     | 4 – 2           | Verdello (LOM)  | 2 – 1      | 2 – 1      |
| (LOM) Stezzanese    | 1 - 1 (5-6 dtr) | Assisi (UMB)    | 1 - 1      | 1 - 1      |
| (UMB) Gubbio        | ?               | Casteggio (LOM) | ?          | 0 - 1      |
| (CAM) Arzanese      | 2 – 2           | Bitonto (PUG)   | 2 – 1      | 0 – 1      |

## Quarti di finale
| Squadra 1       | Totale      | Squadra 2           | Andata     | Ritorno    |
| --------------- | ----------- | ------------------- | ---------- | ---------- |
| SESTO TURNO     | SESTO TURNO | SESTO TURNO         | 04.06.1978 | 11.06.1978 |
| (UMB) Assisi    | 1 – 1 (gfc) | Sommacampagna (VEN) | 1 – 1      | 0 – 0      |
| (VEN) Contarina | 2 – 1       | Codogno (LOM)       | 1 – 0      | 1 – 1      |
| (UMB) Gubbio    | ?           | ?                   | ?          | ?          |
| (PUG) Bitonto   | 1 - 2       | Casalotti (LAZ)     | 1 - 0      | 0 - 2      |

## Semifinali
| Squadra 1           | Totale          | Squadra 2       | Andata     | Ritorno    |
| ------------------- | --------------- | --------------- | ---------- | ---------- |
| SETTIMO TURNO       | SETTIMO TURNO   | SETTIMO TURNO   | 17.06.1978 | 24.06.1978 |
| (VEN) Sommacampagna | 1 – 1 (4-3 dtr) | Gubbio (UMB)    | 1 – 0      | 0 – 1      |
| (LAZ) Casalotti     | 2 – 4           | Contarina (VEN) | 2 – 1      | 0 – 3      |

## Finale
| Arbitro: | Caprini (Perugia) |

| |            | |
| Begnini 40’ | Marcatori  | |
| Bertucco Dusi Giacomelli (36' Sbampato) Zanini Perazzini Minucelli Talibov Benedetti Cherubini Ferraris Begnini | Formazioni | Bovolenta Soncin (29' Pagliari) Tasso Cester Pirotto Boetto Ballarin Rossi Vianello Vanzo Marangon |
| Maccacaro | Allenatori | Mantoan                                                                                            |